# Pötscher (Gemeinde Bad Leonfelden)
Pötscher ist der Name einer Einschicht in der Stadtgemeinde Bad Leonfelden im Mühlviertel in Oberösterreich.

## Lage
Die Einschicht hat die Adresse Oberlaimbach 14. Sie gehört zur Ortschaft Oberlaimbach, zur Katastralgemeinde Laimbach und zum Zählsprengel Bad Leonfelden-Umgebung. Sie liegt auf einer Höhe von 800 m ü. A. an der Grenze zwischen dem Leonfeldner Hochland und den Südlichen Böhmerwaldausläufern.
Der Pötscher befindet sich im Einzugsgebiet des Granitzbachs. Etwa 50 Meter westlich des Hofs erstreckt sich die Europäische Hauptwasserscheide zwischen Atlantik und Schwarzem Meer.
Bei der Einschicht verläuft die Leonfeldener Straße (B 126).

## Baubeschreibung

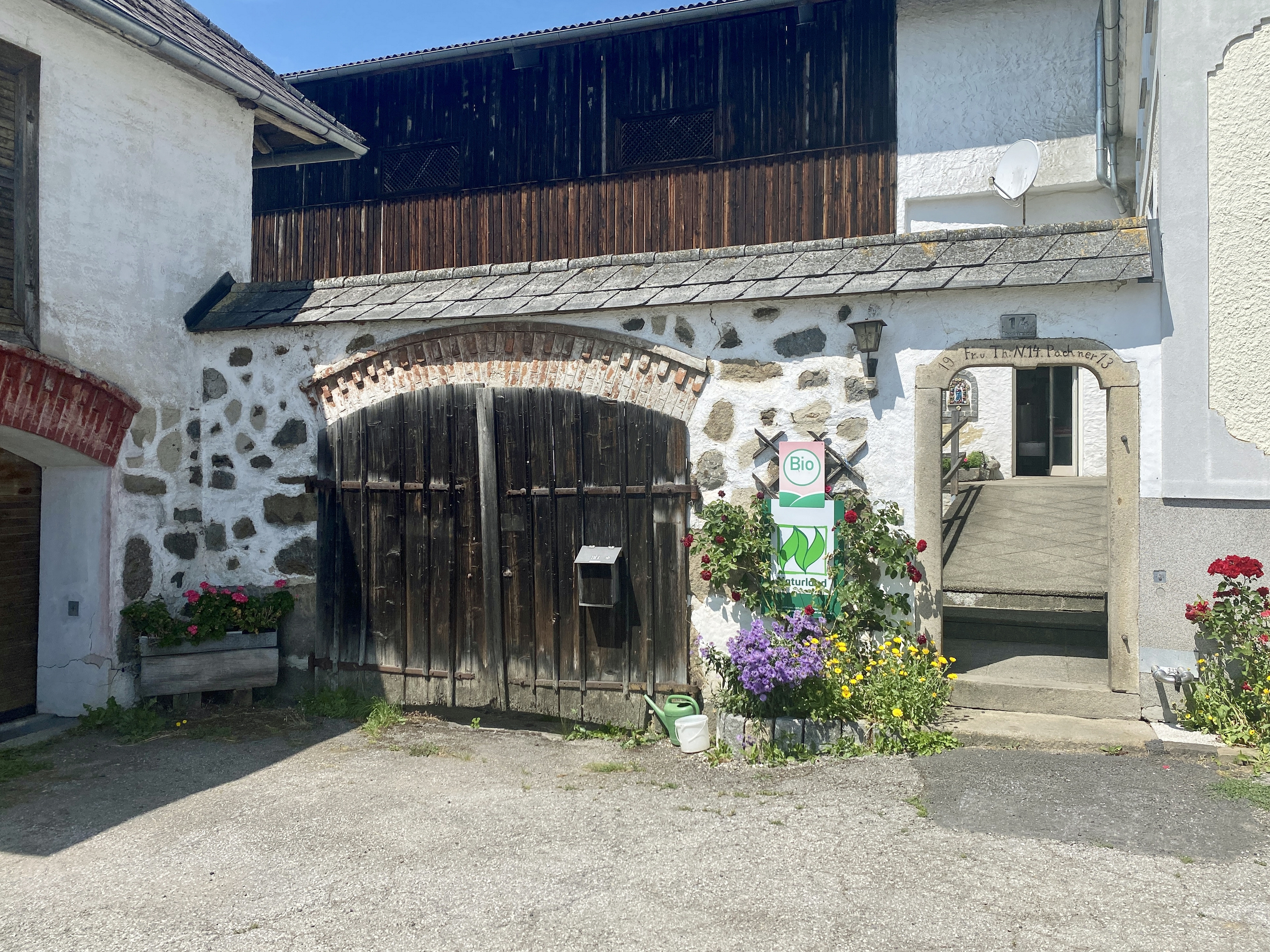
Tor im Steinbloßstil beim Pötscher-Wirtschaftstrakt

Es handelt sich um einen barocken Vierseithof mit einem im Steinbloßstil ausgeführten Wirtschaftstrakt. Das Portal ist mit der Jahreszahl 1796 und der Stadel mit der Jahreszahl 1913 bezeichnet. Im Inneren gibt es eine Riemlingdecke mit geschnitzten Rüstbäumen vom Ende des 18. Jahrhunderts.
Die etwas weiter südwestlich an der Leonfeldener Straße gelegene Pötscher-Kreuzsäule steht unter Denkmalschutz.

## Geschichte
Ein Mann namens Thoma Petthschier wurde im Jahr 1618 urkundlich erwähnt. Der Hof wurde im Theresianischen Gültbuch von 1750 als Petschergut, im Josephinischen Lagebuch von 1787 als Bötschergut und im alten Grundbuch der Jahre 1790 bis 1793 erneut als Petschergut genannt. In seiner jetzigen Form stammt der Hof im Wesentlichen vom Ende des 18. Jahrhunderts.